# 神宮前駅
神宮前駅（じんぐうまええき）は、愛知県名古屋市熱田区三本松町にある名古屋鉄道（名鉄）の駅である。駅番号はNH33。

## 概要
駅名の由来となった熱田神宮の前に位置する名鉄の主要駅のひとつであり、全営業列車が停車する。名古屋本線から常滑線が分岐し、両線乗換駅としての役割を担っているが、金山方面の複々線化による常滑線全列車の金山駅乗入れ、および金山総合駅の整備によって同駅の利便性が向上したため、乗換拠点としての役割は金山駅へと移りつつある。
一方で運転指令所が駅ビル内に併設されている他、名古屋本線などを担当する名古屋乗務区や常滑線などを担当する神宮前乗務区が配置されているなど、運転面では依然として重要な役割を担っている。一部の列車を除き運転士や車掌が当駅で交代する。
並走する東海旅客鉄道（JR東海）東海道本線熱田駅が500m北にあり、西口には駅舎外に向けて「JR線」への誘導標識を出して熱田神宮初詣混雑時における誤入場防止を図っている。駅西方から南方にかけて名古屋市営地下鉄名城線が通っており、駅南約700mほどの位置に熱田神宮伝馬町駅、熱田神宮を挟んだ西側に熱田神宮西駅がある。いずれも乗換案内はない。
当駅で購入は不可能だが、「なごや特割2平日」（2枚組み1780円）「なごや特割2土休日」（2枚組み1560円）が利用可（豊橋駅、金山駅、名鉄名古屋駅で発売）。

## 歴史

### 開業

1913年

知多半島西岸を発祥とする愛知電気鉄道（以下愛電）は1912年（明治45年）2月18日に傳馬町まで開業。その後同年（大正元年）8月1日には秋葉前まで、翌年8月には神宮前まで路線を伸ばし、常滑 - 神宮前間の路線全通をみた。
同駅は単線跨線橋で東海道本線の西側から東側に渡った場所に設置され、愛電本社（後の名鉄本社）も建設された。跨線橋の前後は大きくカーブ（半径100m）し、勾配も27.8‰と急だったため20km/hの速度制限があった。
わざわざ東海道本線を跨いだのは貨物連絡および名古屋方面延伸や有松線建設を見越したものだったが、同跨線橋および運河橋の建設費が膨大となり愛電は経営難に陥った。同社は経営改善のために有松線の建設を急ぐことになる。

### 西口・西駅の建設
| 1930年 |  | 1942年 |
| 1930年 |  | 1942年 |

先述した理由により東海道本線東側に設置された神宮前駅だったが、名古屋電気鉄道（市電）熱田線からの乗り換えは運河に架かる御田橋や東海道本線踏切を通る必要があり、不便だった。そこで愛電は駅本屋を西側に新設することを計画し、1934年（昭和9年）5月1日に西口駅舎を設置した。 
他方、貨客輸送の増加とともに単線跨線橋の線路容量不足が表面化していた。特に貨物輸送は当時貨車授受設備が東口側にしかなかったため、単線跨線橋を渡らざるを得なかった。これを解消するため愛電（合併で1935年（昭和10年）より名鉄）は1942年（昭和17年）7月10日に傳馬町（1946年（昭和21年）休止）から複線路線を西口駅舎へと伸ばし、常滑線列車を西口ホーム（通称：西駅）へと発着させた。 これにより単線跨線橋を渡るのは貨物列車と築港線直通の列車に限定された。
なお、1944年（昭和19年）には西駅側からの国鉄渡り線も設置されている。

### 跨線橋架け替えと西駅廃止
| 1955年 |  | 1965年 |
| 1955年 |  | 1965年 |

西駅を建設した当時は旧名岐鉄道と連絡する東西連絡線を西駅と結ぶ計画だったが、後に変更され1944年（昭和19年）9月1日に東側から新名古屋へと結ぶ東西連絡線が開通した。1948年（昭和23年）5月12日には名岐線（西部線）が電圧1500Vに昇圧。常滑線列車も1950年（昭和25年）7月以降は次第に単線跨線橋を渡って名古屋本線や犬山線へ直通するようになり、再び単線跨線橋の線路容量が問題となった。反対に貨物列車と築港線直通が西口発着となる。
駅南方では国道1号の平面交差も問題となっていたため、名鉄は跨線橋の架け替えを兼ねて付近の高架化および線形改良を行うことにした。まず1955年（昭和30年）12月16日に国道一号を立体交差化された。
| ← 常滑 ・河和方面 | 名古屋鉄道 神宮前駅 (1957年（昭和32年）、西駅時代) 構内配線略図 | → 金山橋・ 新名古屋方面 |
|                   | ↓ 豊橋・ 東岡崎方面                                             |                         |
| 凡例 出典:        |                                                                 |                         |

その後1962年（昭和37年）12月16日に現在の複線跨線橋へと架け替えられ、勾配は以前と比べて増した（27.8‰→33.0‰）が、カーブの半径は緩和（100m→300m）された。この時点ではまだ西駅への線路は残されており列車の発着も継続していたが、その後のダイヤ改正で旅客の定期・不定期運用が廃止されて貨物専用駅となった。だが、名古屋臨海鉄道の開業に伴い貨物業務も同社へと移譲され、1965年（昭和40年）9月2日には神宮前駅での貨物連絡運輸が廃止され、西駅も廃止された。
西駅廃止後、西口は1979年（昭和54年）11月10日に出改札業務が終了し、駅舎は解体された。跡地は1983年（昭和58年）9月になって駅ビルが建設され、現在に至っている。その後、老朽化により2021年（令和3年）より駅ビルの解体工事が始まっている。

### 配線変更から現在まで

1990年

神宮前 - 金山（金山橋）間の複々線化は、東西連絡線開通間もない頃より本線東部・常滑線の混雑緩和のため構想されており、市道跨線橋も複々線化に対応した構造となっていた。複線跨線橋へ架け替えられたことにより同計画も本格化し、関連事業として神宮前駅の配線変更が1984年（昭和59年）8月26日に実施された。
この変更で以前は1・2番線が名古屋本線、3・4番線が常滑線の路線別配線だったのが、現在の方向別配線へと変更された。また、この配線変更で3番線に存在したダブルスリップスイッチが解消され、ホーム長が6両分しかなかった3・4番線は豊橋・常滑方面に40m延長し、8両対応化された。
配線変更に当たって常滑線の複線跨線橋をそのまま使用したため、以前は3・4番線に繋がっていた常滑線線路を2・3番線へ繋ぐことになり、結果として2-4番線は豊橋・常滑方面が図のようにやや曲線状になっている。また、3・4番線は名古屋本線との立体交差のために勾配があったのに対して1・2番線は水平だったため、新たに2番線から立体交差させるためホームの嵩上げが行われた。営業を継続しながら嵩上げを行うため、工事では油圧ジャッキを用いてプラットホーム全体を支え、配線変更と同時進行で実施された。
その後1990年（平成2年）4月1日には金山 - 神宮前が複々線化され、現在の配線が完成した。
|                                                                  | 金山橋（金山）―神宮前間 配線変更・移設と複線化の推移 |
| 凡例 出典: 1990年現在。 図中の赤が本線系統、青が常滑系統を示す。 |                                                      |

### 年表

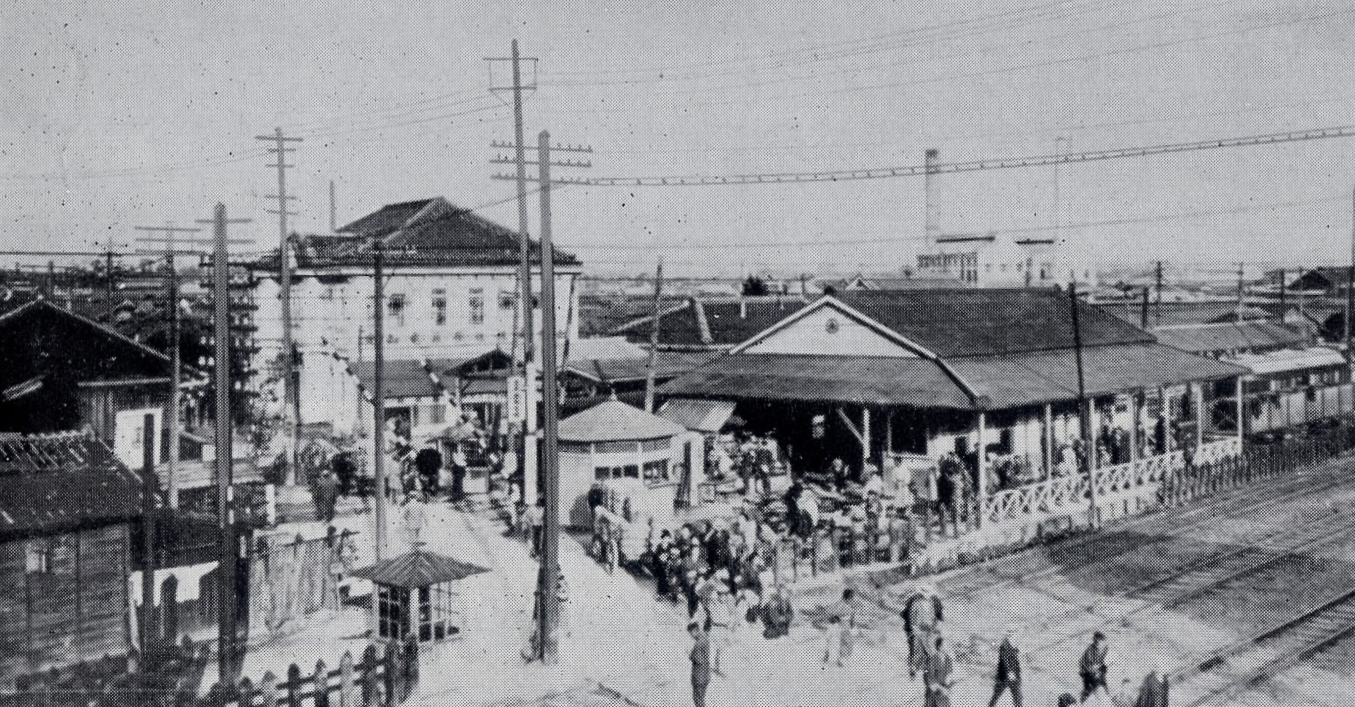
大正時代の神宮前駅

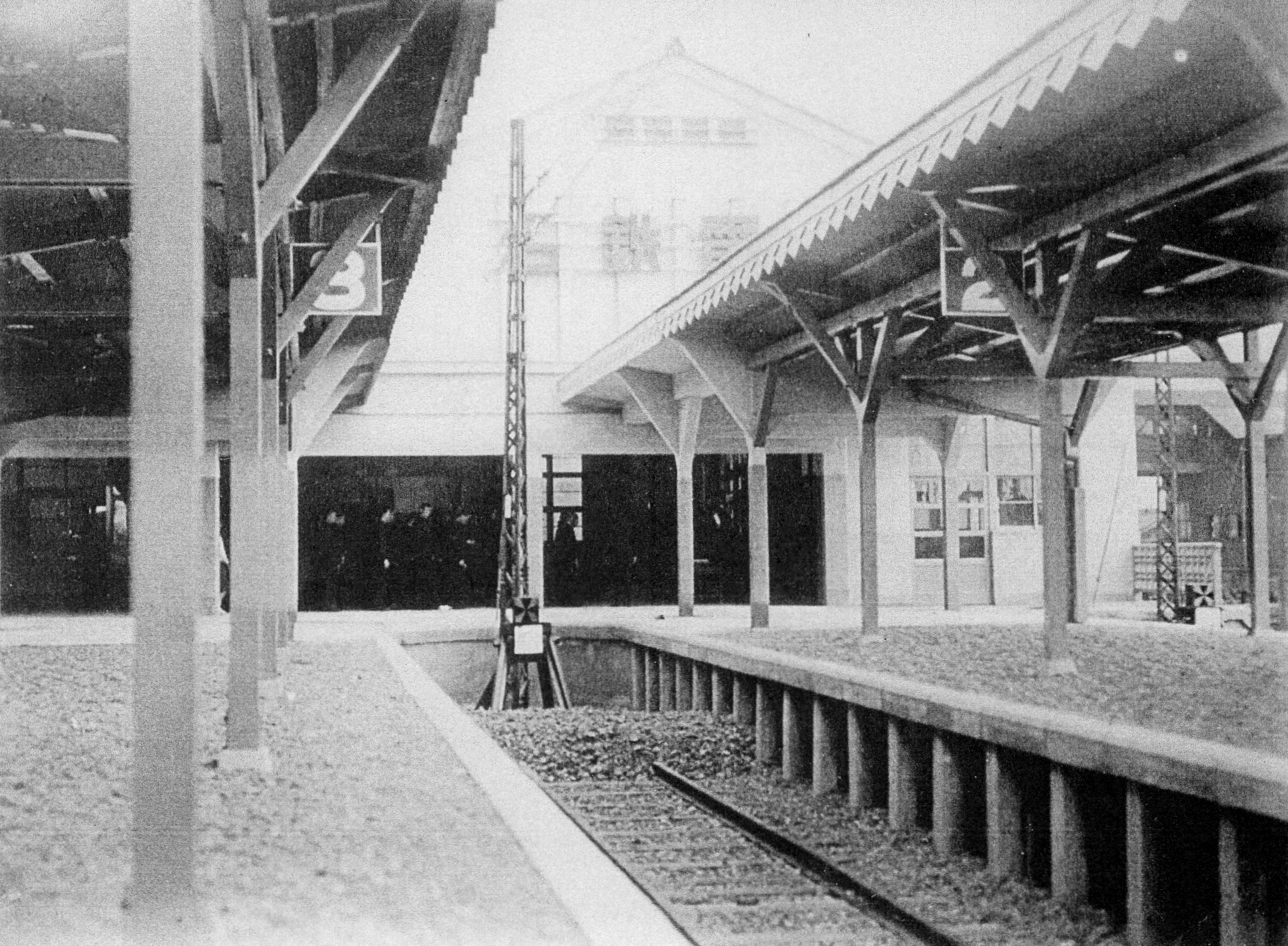
西駅構内（1942年）

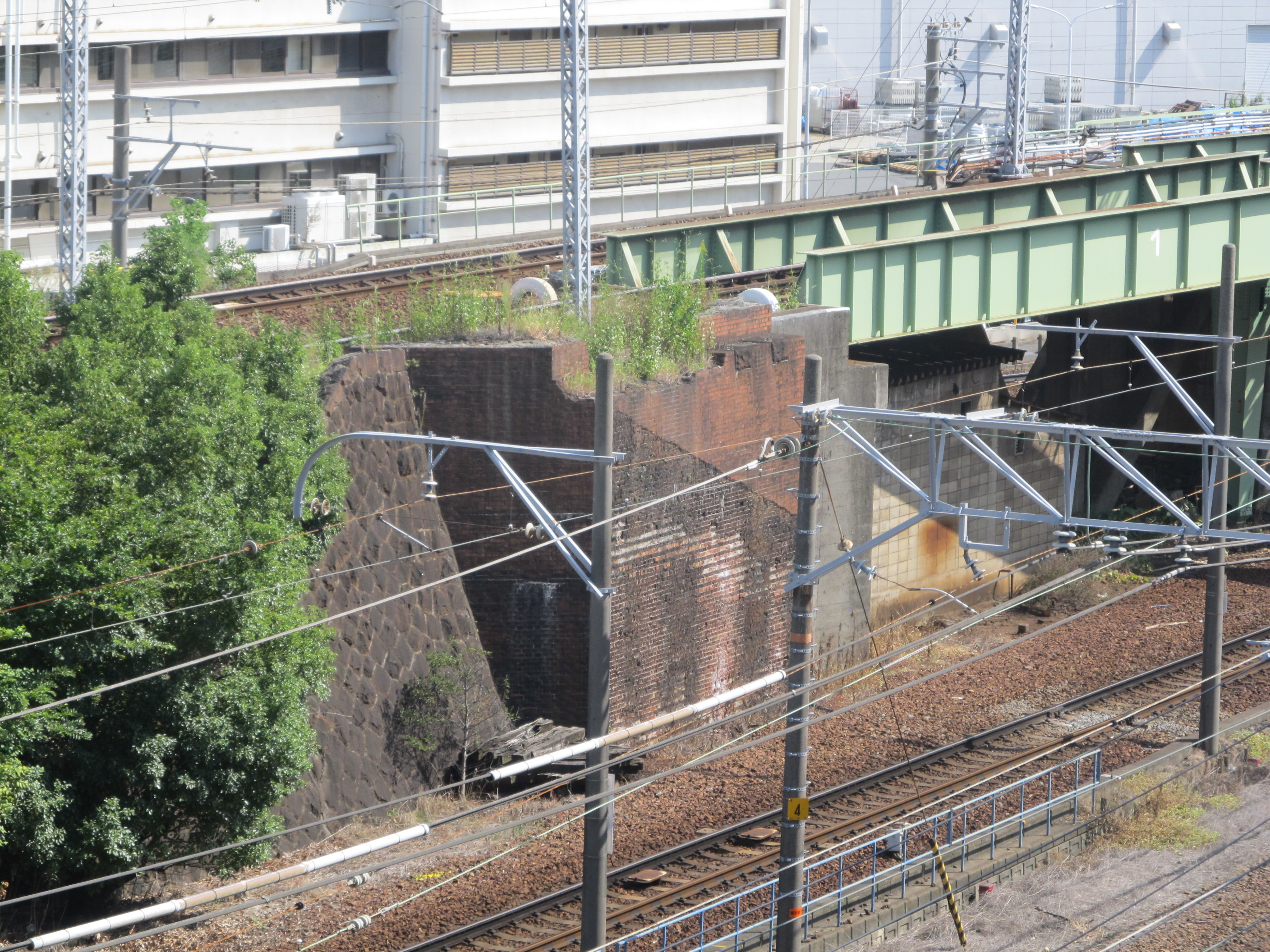
常滑線旧跨線橋の遺構

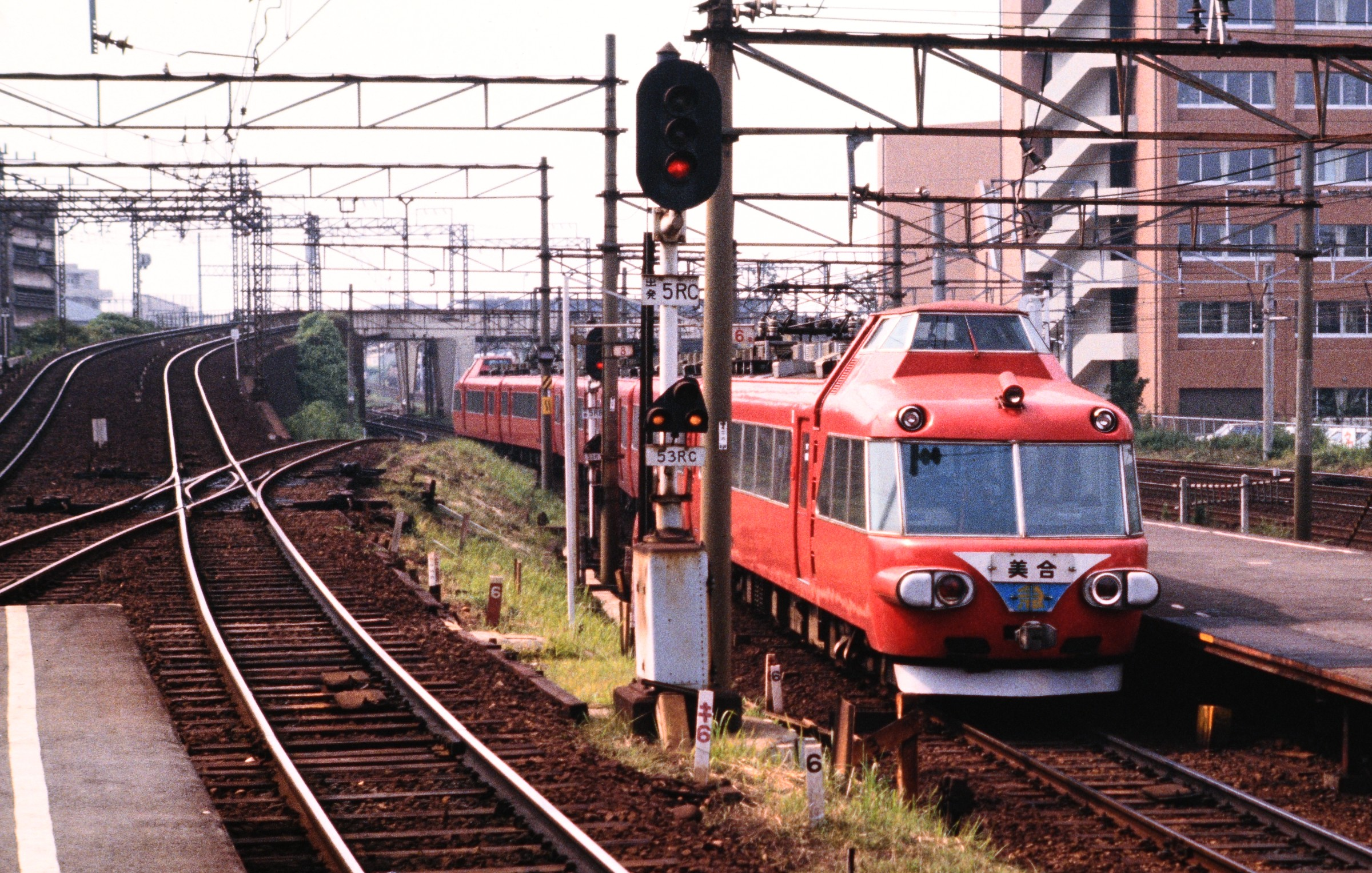
路線別ホームとダブルスリップスイッチ（1981年）

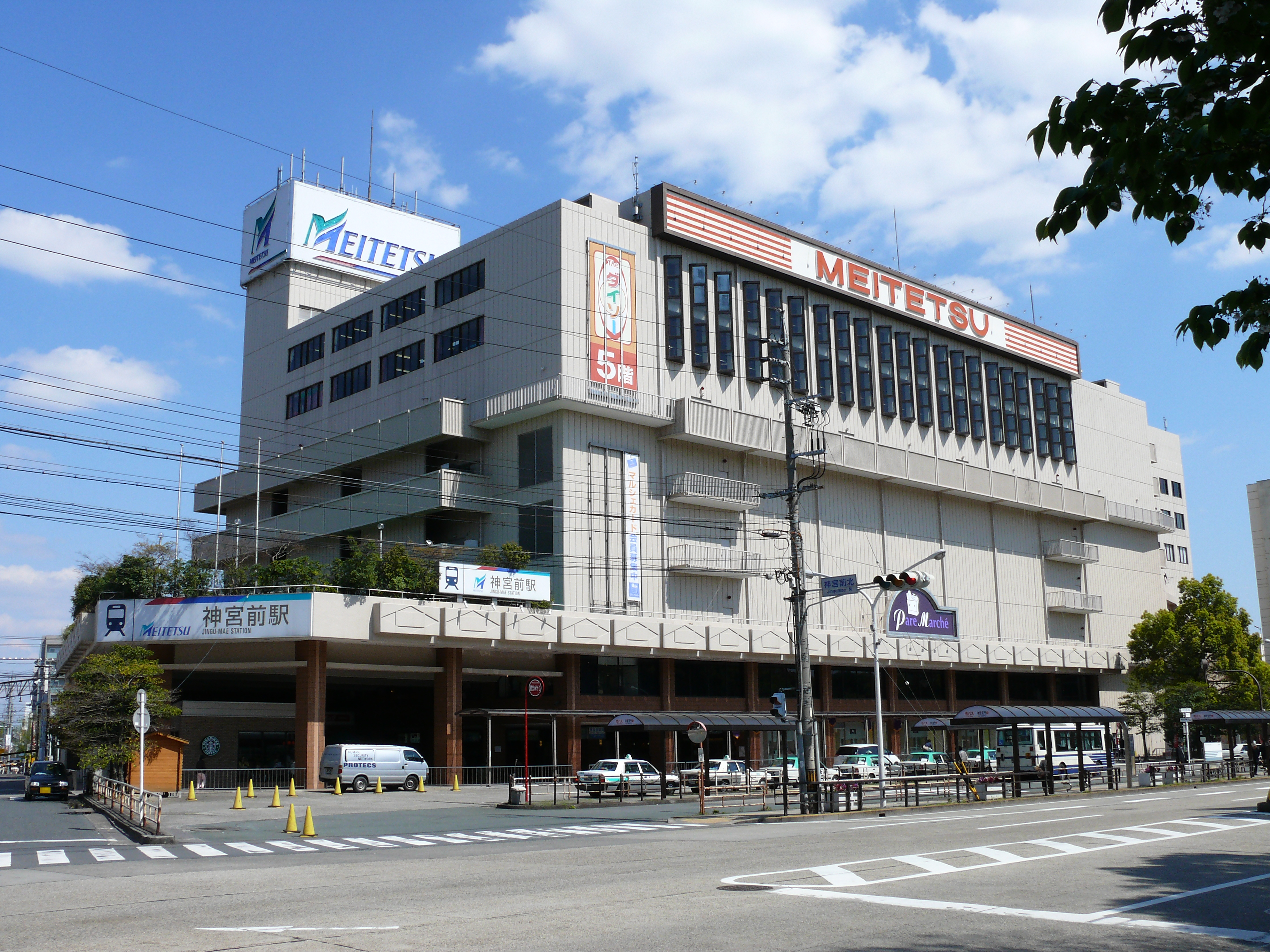
パレマルシェ神宮が入居していた駅西ビル（2007年）

- 1913年（大正2年）8月31日 - 秋葉前より延伸開業。
- 1917年（大正6年）3月7日 - 愛知電気鉄道有松線（後に岡崎線、豊橋線、名古屋本線）が開通、起点駅となる。同時に区別のため常滑方面を常滑線と命名。
- 1925年（大正14年）6月15日 - 岡崎線の架線電圧を1500Vに昇圧。
- 1929年（昭和4年）1月18日 - 常滑線の架線電圧を1500Vに昇圧。
- 1934年（昭和9年）5月1日 - 東海道本線西側に新駅舎（西口）を建設。
- 1935年（昭和10年）8月1日 - 名岐鉄道への合併により名古屋鉄道が発足したため、同社の駅となる。
- 1942年（昭和17年）
  - 1月31日 - 豊橋線方面が複線化される。
  - 7月10日 - 傳馬町 - 神宮前（西口）間に複線路を敷設し西口にホーム設置（通称西駅）。
- 1944年（昭和19年）
  - 西口側と国鉄線との連絡渡り線設置。
  - 9月1日 - 名鉄東西連絡線 神宮前 - 新名古屋間が開業。実質的に中間駅となる。
  - 12月 - 神宮前 - 新名古屋間複線化。
- 1945年（昭和20年）5月17日 - 空襲により駅舎被災[14]。
- 1946年（昭和21年） - 戦災で焼失した駅舎再建[10]。
- 1948年（昭和23年）5月12日 - 西部線が電圧1500Vに昇圧。16日より直通運転を開始。
- 1954年（昭和29年）11月15日 - 常滑線列車の名古屋方面直通が始まり、西駅発着が貨物列車と一部の通勤列車のみとなる。
- 1955年（昭和30年）
  - 10月20日 - 3、4番線ホームを拡幅[15]。
  - 12月16日 - 国道跨道橋完成に伴い配線変更。
- 1962年（昭和37年）
  - 3月 - 構内留置線廃止。
  - 12月16日 - 常滑線の跨線橋架け替え、神宮前 - 伝馬町信号所間複線化。
- 1963年（昭和38年）3月 - ダイヤ改正。西駅発着の定期旅客運用廃止。
- 1964年（昭和39年）頃 - 不定期運用である築港線直通列車の西口発着廃止[8]。
- 1965年（昭和40年）
  - 9月2日 - 貨物連絡運輸廃止。それに伴い西駅廃止。
  - 9月15日 - 伝馬町信号所廃止[8]。
- 昭和50年代 - 日本車輌専用線、中京倉庫専用線廃止（所管は国鉄熱田駅、入換業務を名鉄が担当。神宮前駅南方に国鉄・名鉄貨物授受側線があり、そこより神宮前駅構内を経由し各社専用線へ繋がっていた[16]。）[17]。
- 1978年（昭和53年）12月3日 - 現在の橋上駅舎・総合駅ビルが完成[18]。
- 1979年（昭和54年）
  - 7月23日 - 新跨線橋架設[18]。
  - 11月10日 - 旧跨線橋廃止。西口出改札業務廃止[19]。
- 1983年（昭和58年）
  - 4月 - 配線変更工事着手[12]。
  - 9月1日 - 駅西ビル完成[20][21]。名鉄ストア（現パレマルシェ）が名鉄神宮前百貨店を出店[21][22]。
- 1984年（昭和59年）8月26日 - 名古屋本線上下線、常滑線上下線の路線別ホームから、現在の方向別ホームへ配線を変更[23]。
- 1985年（昭和60年）3月 - 配線変更関連工事完了[12]。
- 1987年（昭和62年）5月 - 自動改札機設置[24]。
- 1988年（昭和63年）11月30日 - 東口第2ビル完成[25]。
- 1989年（平成元年）10月2日 - 神宮前 - 金山間の複々線化工事着工。
- 1990年（平成2年）4月1日 - 神宮前 - 金山間の複々線化が完成[26]。
- 2004年（平成16年）
  - 2月15日 - ストアードフェアシステム「トランパス」対応化。
  - 12月4日 - 発着列車の案内板にLED式を稼動させる。
  - 12月21日 - 駅改良工事が完成[27]。ホームと改札階とを結ぶエレベーターの使用を開始。
- 2005年（平成17年） 8月 - 改札口の天井と橋上駅舎が4番線をまたぐ部分で、吹き付けアスベストが露出していたことを名鉄が表明。同年8月末より「囲い込み工事」が行われた。
- 2011年（平成23年）2月11日 - ICカード「manaca」の利用が可能となる。
- 2012年（平成24年）
  - 2月29日 - トランパスの使用を終了。
  - 4月27日 - 鉄道センタービル完成[28]。
  - 7月1日 - 神宮前1号踏切廃止[28]。
- 2021年（令和3年）
  - 6月20日 - 駅西口ビルで営業していた商業施設「パレマルシェ神宮」が閉店[29]。
  - 8月2日 - 駅西口ビルの解体工事開始[30]。
- 2024年（令和6年）
  - 9月6日 - 「パレマルシェ神宮」跡に木造平屋の商業施設「あつたnagAya（ながや）」が開業[31][32][33][注釈 1]。

## 構造

### 駅舎
1階がプラットホーム、2階が改札口となる橋上駅舎を有している。改札口は1ヶ所。自動券売機（継続manaca定期乗車券及び新規manaca通勤定期乗車券の購入も可能）、改札機、精算機を備える。自動改札機は東芝製が設置されており、ICカードmanacaが使用可能。名古屋本線豊橋方面と常滑線とを行き来する場合はこの駅で乗り換えとなるが、金山駅とは異なり改札内にミューチケット券売機はない（改札内ではミューチケットは精算所で発売されている）。
バリアフリー設備としてはエスカレーターが2本のホームの各堀田・豊田本町方の階段部分と、駅舎への入り口に上り方向のものが設置されている。エレベーターは改札を入り、トイレの奥に各ホームとを結ぶ所にある。改札外のエレベーターは従来パレマルシェ神宮のものを利用することになっており、東口には設置されていなかったが、2019年秋頃に設置された。西口のエレベーターはパレマルシェ神宮の解体工事の進捗に伴い仮設のものに変更されている。
2013年4月には改札内（エレベーターへ向かう途中、トイレの反対側）にうどん店が開店した。

### ホーム・配線
島式ホーム2面4線の地上駅。
北西方へ（金山駅まで1駅間）は方向別複々線。複々線相互の転線ができないため、多くの場合この複々線の内側線は、常滑線の延長・金山駅乗り入れ線として運用されている。このため東岡崎方面から・常滑線からの列車は必ず同じホームに入る運用になっており、1番線は東岡崎方面からの名鉄名古屋方面行き、2番線は常滑線からの名鉄名古屋方面行きの列車が発着する。また、3番線は中部国際空港・内海・河和方面行き、4番線は豊橋・西尾方面行きの列車が発着する。両ホームは跨線橋で結ばれている。
ミュースカイ・快速特急・特急は、直通のない方面同士の乗り継ぎを考慮したダイヤグラムとなっている。「乗継ミューチケット」では「豊橋・中部国際空港方面から名鉄岐阜・犬山方面」、「中部国際空港方面と豊橋方面」の乗り換え駅に指定されている。
かつて運行されていた豊橋と中部国際空港とを結ぶ特急は、当駅の構造上折り返すことが出来ないことおよび利便性などの理由から、隣の金山駅で方向転換を行っていたため、当駅に2度停車していた。また、当駅で解結を行う列車が数本設定されていたことがあった。この運用は豊橋、常滑方面の列車が主体であったことから、解結後行先や種別変更を行った上で各方面へ向かっていた。
平日の朝を中心に、名鉄名古屋方面からの当駅止まりの列車も存在する。3番線から名鉄名古屋方面へ折り返せるように片渡り線が設置されているが、通常は使用されず、車両は大江駅や豊明検車支区などへ回送される。何らかのトラブルが発生した時も当駅で打ち切られることがあるが、大江駅や太田川駅のほか堀田駅や鳴海駅まで回送される。逆に当駅始発の名鉄名古屋方面へ向かう列車もごく数本存在するが、大江駅などから回送されてくる。
回送列車、団体列車、試運転列車も旅客列車と同じく当駅で乗務員の交代を行うため、運転停車する。回送列車が到着する場合、自動放送では、「回送電車です。ご注意下さい」と放送される。

### のりば
| 番線 | 路線          | 方向 | 行先                                                 | 備考           |
| ---- | ------------- | ---- | ---------------------------------------------------- | -------------- |
| 1    | NH 名古屋本線 | 下り | ■ 名鉄一宮・名鉄岐阜方面 ■ 津島方面 ■ 岩倉・犬山方面 | 名古屋本線から |
| 2    | NH 名古屋本線 | 下り | ■ 名鉄一宮・名鉄岐阜方面 ■ 津島方面 ■ 岩倉・犬山方面 | 常滑線から     |
| 3    | TA 常滑線     | 下り | ■ 中部国際空港・河和・内海方面                       |                |
| 4    | NH 名古屋本線 | 上り | ■ 東岡崎・豊橋方面                                   |                |

- 1番線のみ先行して枕木がPCマクラギ化された。これは後述するATS地上子増設よりも以前に行われたもので、両者に直接の関係は無い（現に2番線は木製枕木のまま地上子が増設された）。
- すぐ南側が名古屋本線と常滑線の立体交差（常滑線上下線が名古屋本線下り線をまたぐ）、北側には隣接して踏切という用地の制約から、2面ホーム・4線とも緩い勾配が付いている。
- 旧愛知電気鉄道線（名古屋本線東部、常滑線）の起点であることを表す0キロポストは、駅舎やホームから外れた駅北にある踏切跡（後述）の傍に設置されている。またこれとは別に上記から35mほど南側となる1番線の傍には東西連絡線の0キロポストがある。
- 2018年から2019年にかけて駅改良工事が行われ、4番線南方の直線化、ホーム改修と一部拡幅、上屋根の延長の他、1番線金山寄りの曲線が緩和された。また全ての番線がPCマクラギに交換された。

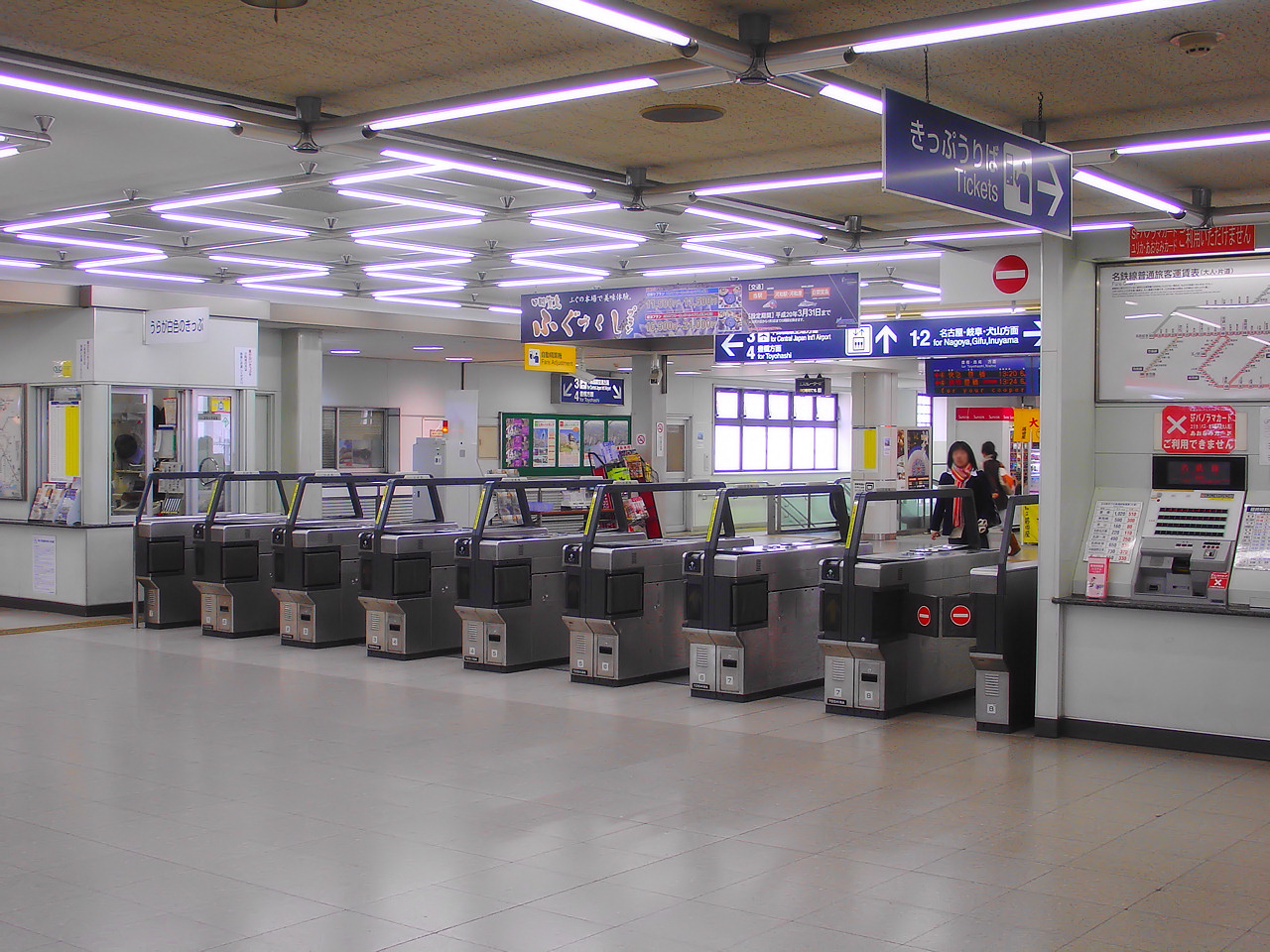
改札口
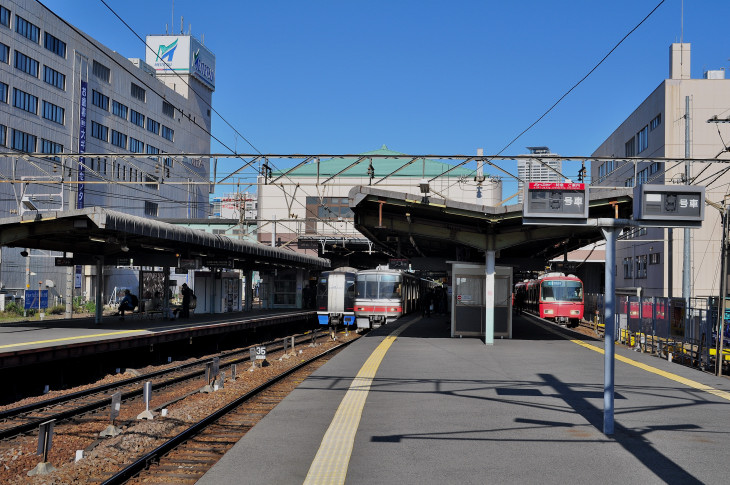
ホーム（嵩上げ施工前・上屋延伸前）
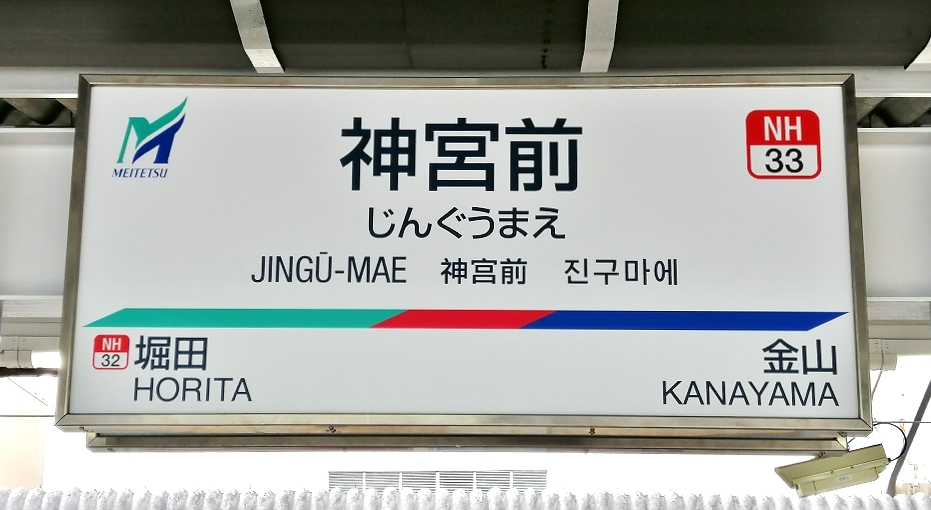
駅名標
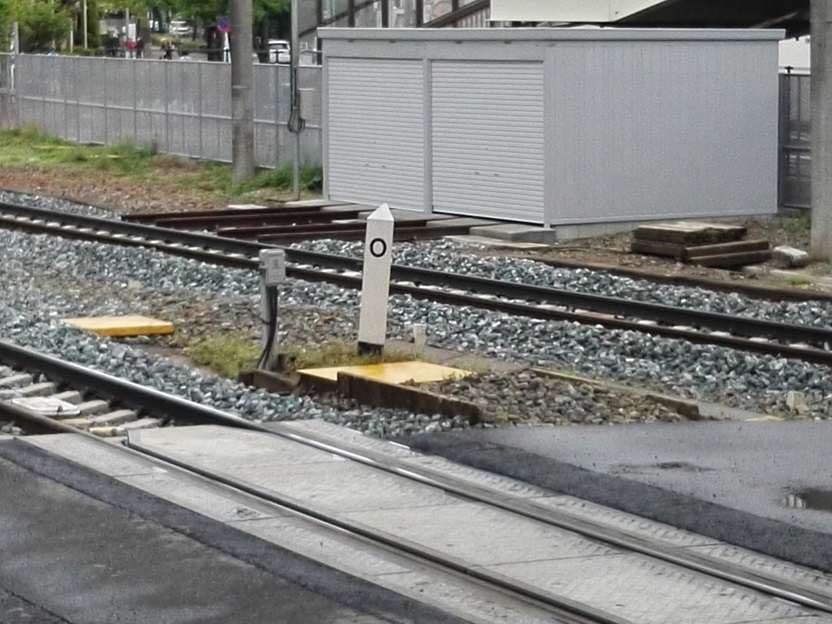
常滑線の0キロポスト
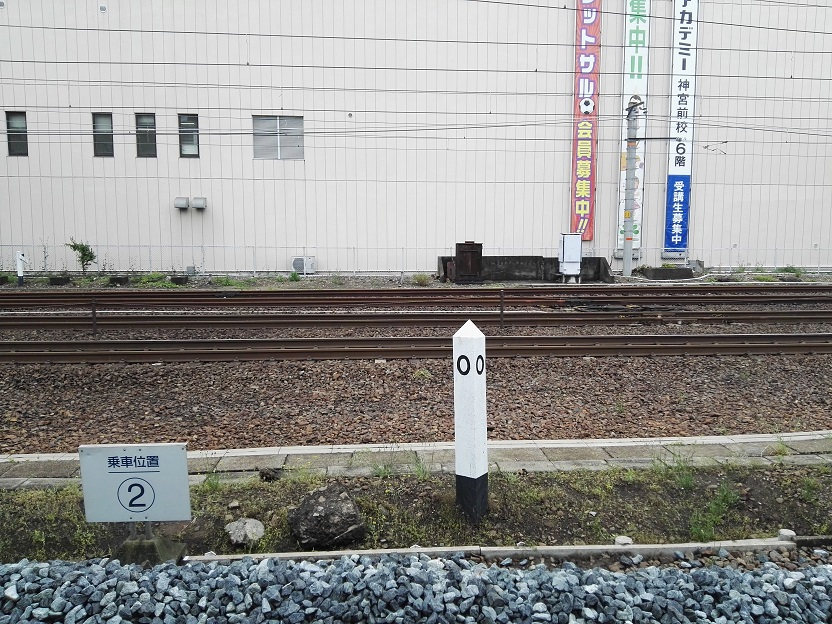
東西連絡線の0キロポスト

### 配線図
|                                                                                   | ↑ 中部国際空港 ・河和方面        |                     |
| ← 豊橋・ 東岡崎方面                                                               | 名古屋鉄道 神宮前駅 構内配線略図 | → 金山・ 名古屋方面 |
| 凡例 出典: 画像左上、常滑線とアンダークロスしている橙線は東海道本線（配線は省略） |                                  |                     |

### その他設備
発車標はLED表示（改札口のものは方面別（岐阜・津島方面、犬山方面、中部国際空港・河和・内海方面、東岡崎・豊橋方面）の3段表示、ホームのものは番線別の2段表示）。以前はソラリー式2段表示（それより昔の1980年代後半頃までは行灯式表示）のものが使われていた。特急列車乗車位置表示は金山駅とは異なり更新されておらず、以前よりデジタル式のもの（東岡崎駅・知立駅・名鉄岐阜駅などでも見られる）が使われている。
案内表示には隣接する金山駅・名鉄名古屋駅と同じく、日本語の他に英語・中国語・朝鮮語・ポルトガル語の表記がある。

## 列車種別の変更
名古屋を通り抜ける列車は当駅において列車種別の変更が行われることが多い。名古屋本線における名古屋のターミナルは通過型かつ分散型であり、それら各駅（当駅と金山駅・名鉄名古屋駅）から乗る旅客に示す必要性があるからである。
西尾・豊橋方面や中部国際空港・内海・河和方面から名鉄名古屋駅を通り抜け岐阜・津島・犬山方面へ直通する列車の中には当駅で列車種別の変更を行う例が多い。昼間帯の津島方面へ直通する列車は日中の準急数本を除き当駅で列車種別が変更される。
逆に津島方面からの列車はすべて名鉄名古屋駅で列車種別変更を行っている。

## 開かずの踏切

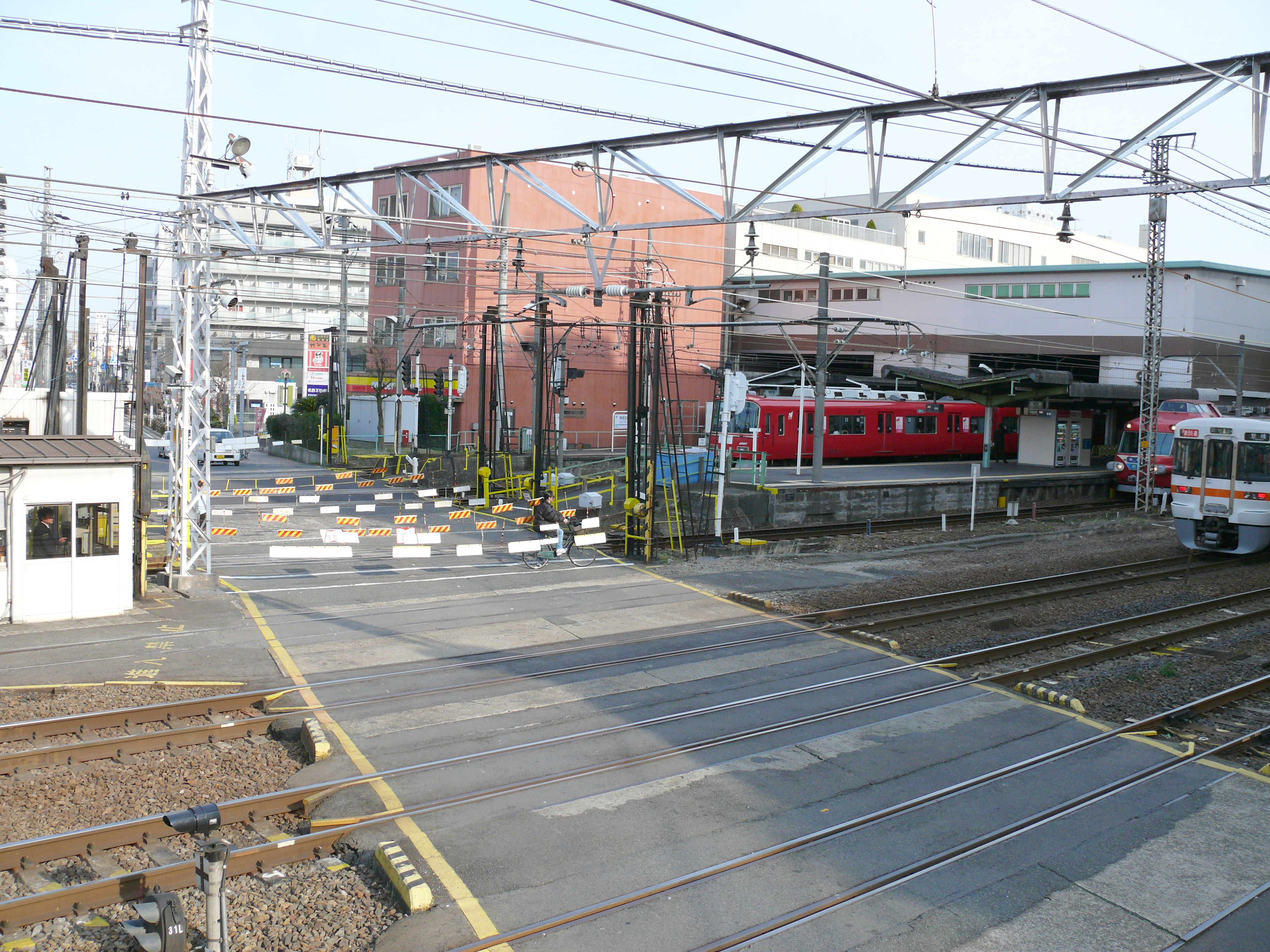
駅北側にあった踏切（2007年）

かつて、駅のすぐ北側には、名鉄名古屋本線・常滑線とJR東海道本線を含めた8本の線路をまたぐ踏切（JR東海御田踏切と名鉄神宮前1号踏切）があり、いずれの路線も本数が多いため開かずの踏切となっていた。歩行者は踏切横にある歩道橋の利用が可能であるが、利用者はあまり多くない実情があった。
2007年の2度に渡るインシデント、及び2008年11月などに発生した死亡事故による社会的影響を受け、2012年7月1日をもって踏切は廃止となった。廃止の後、自転車が通行可能な歩道橋が整備され、2016年9月1日に暫定供用された。踏切の廃止後は車両の通行が不可能となったが自転車を除いて特段の代替路は整備されず、既存の道路（熱田陸橋・秋葉アンダーパス）を経由する必要がある。また、現存の歩道橋は事業の進捗に合わせて撤去される。

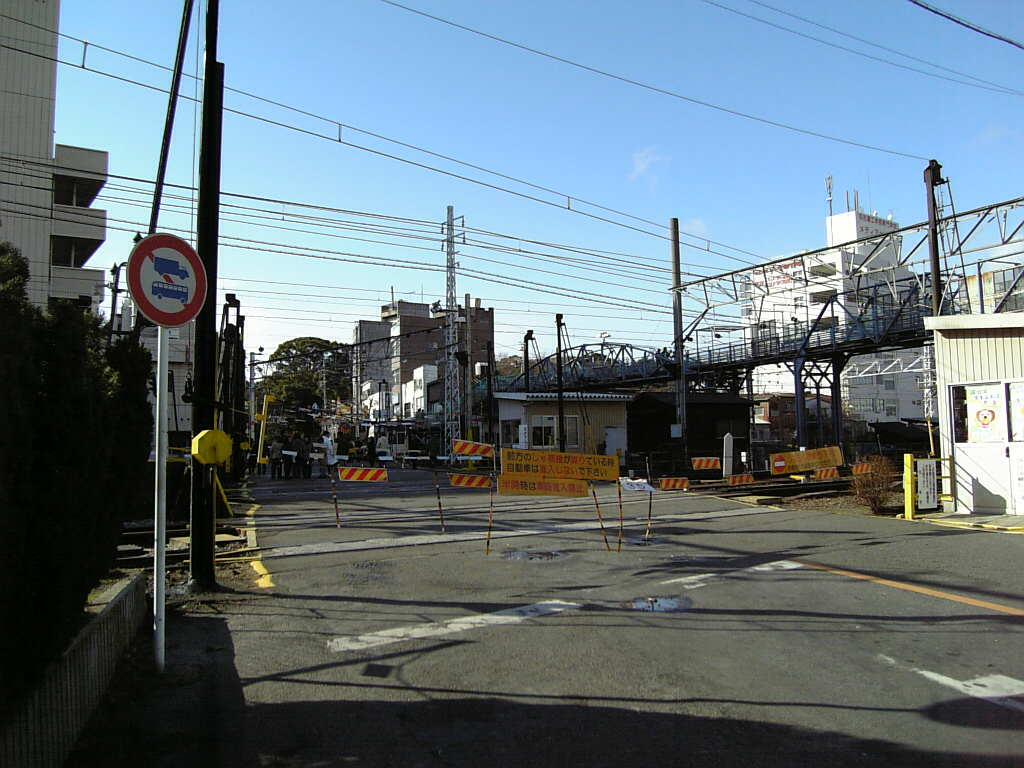
名鉄側（神宮前1号踏切）
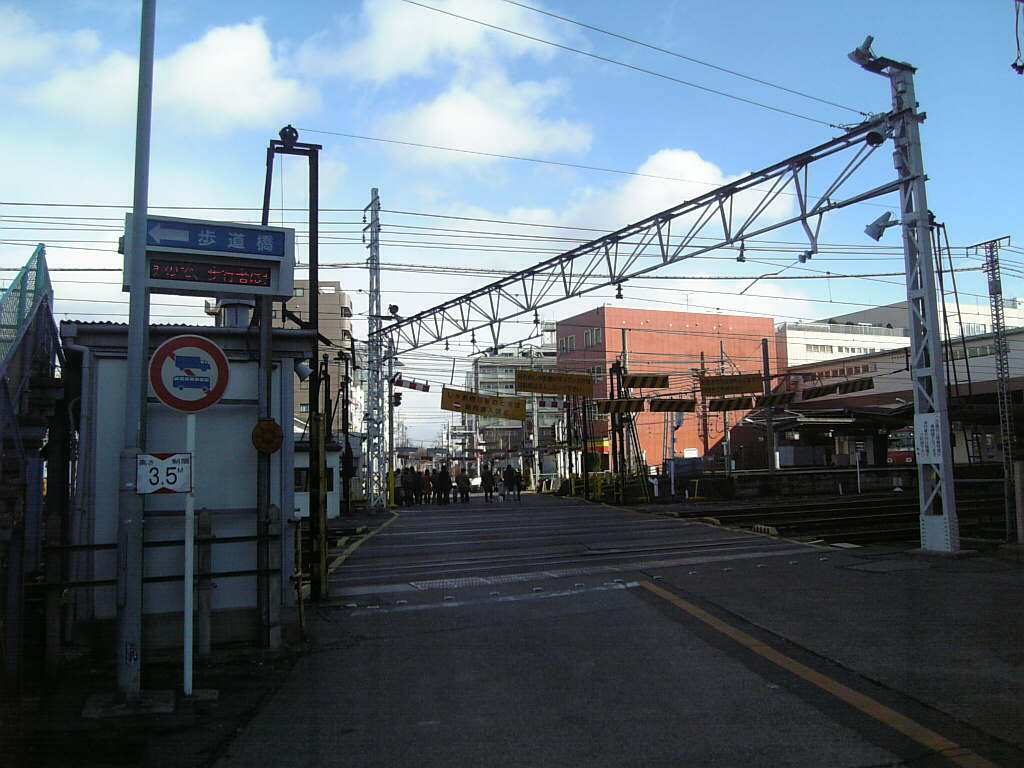
JR側（御田踏切）
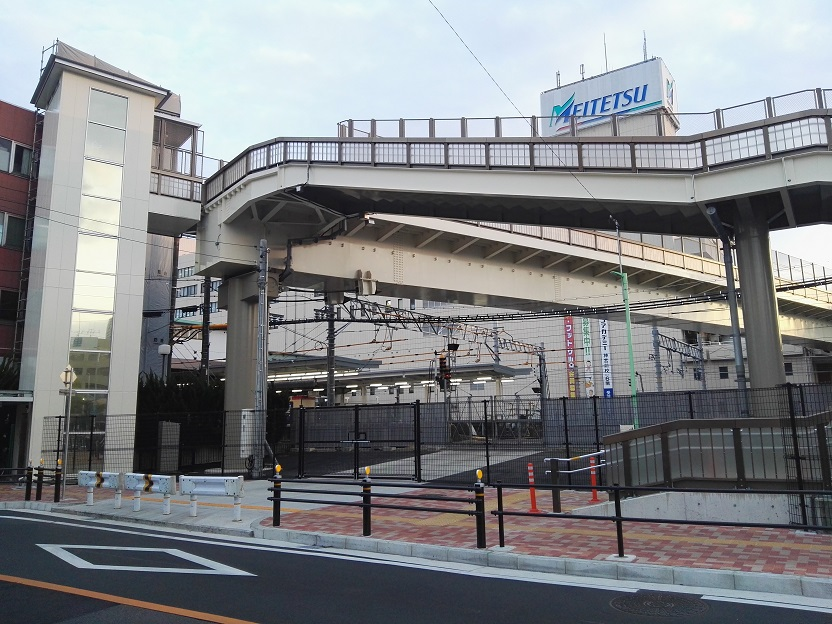
踏切跡に新設された「御田跨線橋」

## 利用状況
- 「移動等円滑化取組報告書」によれば、2020年度の1日平均乗降人員は26,170人である[40]。
- 『名鉄120年：近20年のあゆみ』によると2013年度当時の1日平均乗降人員は31,749人であり、この値は名鉄全駅（275駅）中10位、名古屋本線（60駅）中8位、常滑線・空港線・築港線（26駅）中1位であった[41]。
- 『名古屋鉄道百年史』によると1992年度当時の1日平均乗降人員は60,674人であり、この値は岐阜市内線均一運賃区間内各駅（岐阜市内線・田神線・美濃町線徹明町駅 - 琴塚駅間）を除く名鉄全駅（342駅）中4位、 名古屋本線（61駅）中4位、常滑線・築港線（24駅）中1位であった[42]。
- 『名鉄時刻表 1990 Vol.7』によると、1989年度下半期の1日平均乗降人員は62,959人であり、この値は名鉄全駅中4位であった。[43]
- 『名鉄 1983』によると、1981年度当時の一日平均乗降人員は56,927人であり、この値は名鉄全駅中5位であった[44]。
- 『創立70周年記念 今日と明日の名鉄』によると、1960年度当時の一日平均乗降人員は33,182人であり、1963年度の値は45,751人であった[45]。
- 『岡崎市戦災復興誌』掲載の統計資料によると、1948年（昭和23年）11月1日 - 1949年（昭和24年）4月30日間の半期における一日平均乗降人員は20,557人であり、この値は名鉄全駅中2位であった[46]。
- 『名古屋鉄道データBOOK』によると、2009年度の一日平均乗降客数は29,645人である。
- 『名古屋市統計年鑑』によると、2019年度の1日平均乗車人員は16,685人である。当駅の各年度の1日平均乗車人員は以下の通り[47]。

| 年度               | 1日平均 乗車人員 |
| ------------------ | ---------------- |
| 1993年（平成05年） | 29,287           |
| 1994年（平成06年） | 27,270           |
| 1995年（平成07年） | 26,390           |
| 1996年（平成08年） | 25,030           |
| 1997年（平成09年） | 23,207           |
| 1998年（平成10年） | 21,730           |
| 1999年（平成11年） | 20,589           |
| 2000年（平成12年） | 19,652           |
| 2001年（平成13年） | 18,658           |
| 2002年（平成14年） | 17,937           |
| 2003年（平成15年） | 17,584           |
| 2004年（平成16年） | 17,063           |
| 2005年（平成17年） | 16,495           |
| 2006年（平成18年） | 16,001           |
| 2007年（平成19年） | 15,549           |
| 2008年（平成20年） | 15,249           |
| 2009年（平成21年） | 14,679           |
| 2010年（平成22年） | 14,987           |
| 2011年（平成23年） | 14,854           |
| 2012年（平成24年） | 15,132           |
| 2013年（平成25年） | 15,726           |
| 2014年（平成26年） | 15,561           |
| 2015年（平成27年） | 15,762           |
| 2016年（平成28年） | 15,856           |
| 2017年（平成29年） | 15,950           |
| 2018年（平成30年） | 16,418           |
| 2019年（令和元年） | 16,685           |

近くにあるJR熱田駅や地下鉄熱田神宮西駅、地下鉄熱田神宮伝馬町駅より利用客が圧倒的に多く、地域内の拠点駅となっている。また、常滑線の駅では最も多い。1992年度時点では新名古屋駅（当時）、金山駅、新岐阜駅（当時）に次いで4番目に多かったが、現在は当時の半分程度にまで減少している。

## 駅周辺

### 西口
当駅の西口前は熱田神宮の東門の前に当たり、正月三が日は初詣客で特に混雑する。このためこの時期の日中は駅南側の伝馬町交差点から駅北側の熱田駅前交差点までで交通規制が行われ、駅前に車両の乗り入れができなくなる。
名勝・旧跡
- 熱田神宮
- 秋葉山円通寺
- 海國寺
- 真乗院

公共施設
- 熱田区役所等複合施設（あったかプラザ）
  - 名古屋市熱田区役所
  - 名古屋市熱田保健センター
  - 名古屋市熱田図書館
  - 熱田文化小劇場

文教施設
- 名古屋市教育センター
- 名古屋工学院専門学校
- 名古屋市立南養護学校

商業など
- 熱田神宮前商店街
- 熱田郵便局
- あつたnagAya（駅前商業施設、2024年9月6日[注釈 1]より順次開業[48][33]）
  - かつては西口に駅ビルが所在しており、商業施設「パレマルシェ神宮」としても営業していたものの、2021年6月20日をもって閉店した。同年7月21日に東口に開業した「μPLAT神宮前」が実質的な後継施設となっている。その後、駅ビルの解体工事が2023年中に完了し、跡地には木造平屋の商業施設が建設される（2023年9月着工）こととなった[49]。

交通
- JR東海道本線熱田駅
- 名古屋市営地下鉄名城線熱田神宮伝馬町駅
- 名古屋市営地下鉄名城線熱田神宮西駅

※ 1974年までは西口の前に名古屋市電の熱田神宮前電停があり、乗り換えが可能であった。
主な企業など
- 名鉄観光バス 本社

周辺道路
- 大津通（愛知県道226号熱田停車場伝馬線）
- 山手グリーンロード

### 東口

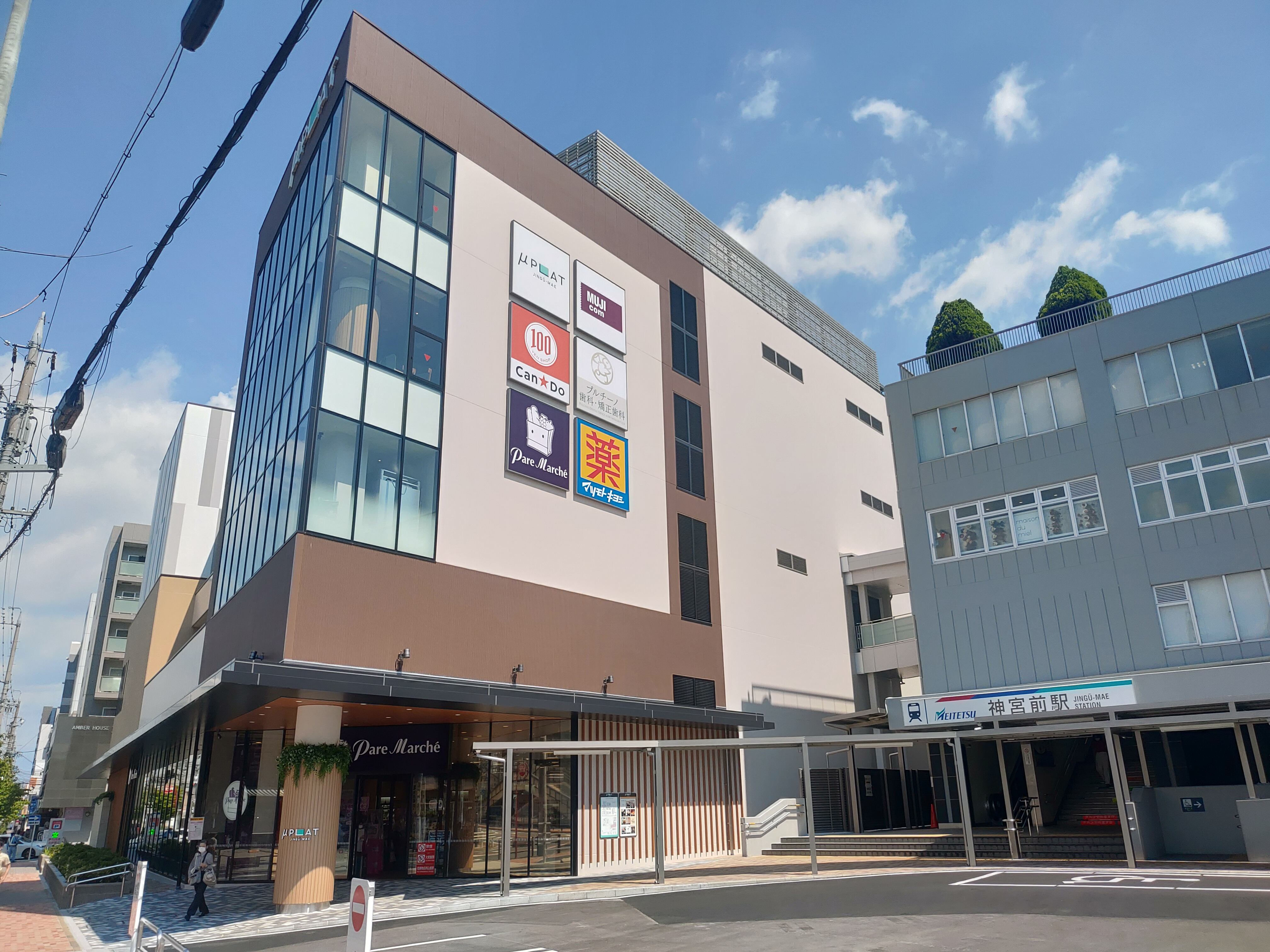
東口とそれに直結するμPLAT神宮前（2021年7月）

東側はほぼ住宅地になっている。この駅は熱田区に位置するが、新堀川を越えた先は瑞穂区である。隣の堀田駅までの距離もあまりない。
公共・文教施設
- 神宮東公園
  - 名古屋市体育館
- 熱田税務署
- 社会保険労務士会館あいち社労士センター
- 東海工業専門学校熱田校

商業施設
- μPLAT神宮前（駅直結。2021年7月21日開業）
- 新・神宮東中日ハウジングセンター（2019年に移転し、駅から遠くなった）
- スマ本屋名鉄神宮前店（改札口の目の前）
- 三洋堂書店新開橋店（本社も置かれている）
- DCM21熱田店（中京テレビハウジングプラザ神宮跡地）
- アオキスーパー 熱田店

主な企業など
- 名古屋神宮郵便局
- 名古屋三本松郵便局
- 名古屋鉄道鉄道センタービル：2012年4月に竣工し、鉄道現業の中枢部門が名鉄名古屋駅前の本社ビルから耐震性の高いこのビルに移転している[50]。
- 日本車輌製造本社
- 日本ガイシ本社
- フルタ電機本社・技術開発センタ

周辺道路
- 山手グリーンロード

## バス路線

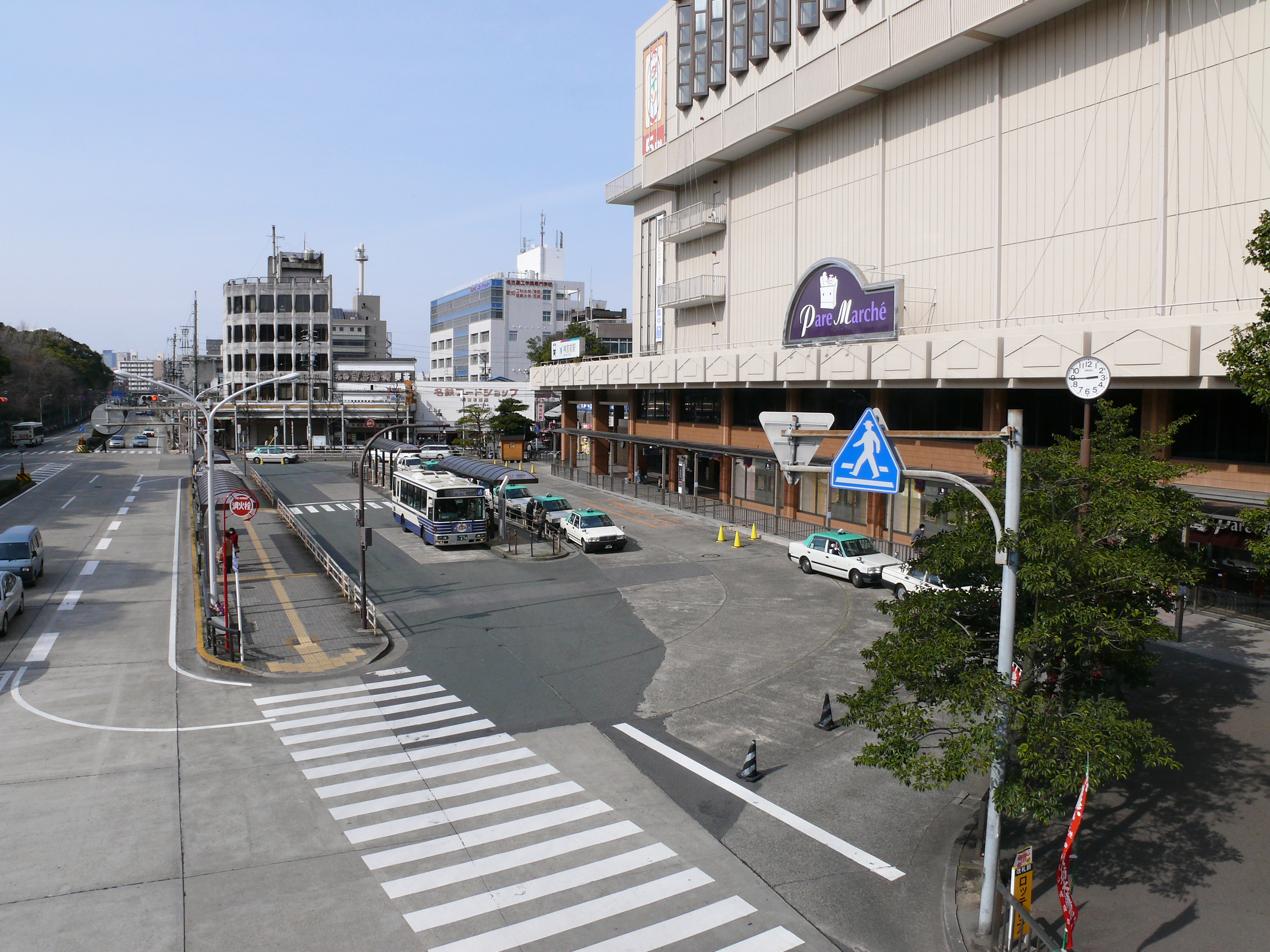
西口にある神宮東門バスターミナル

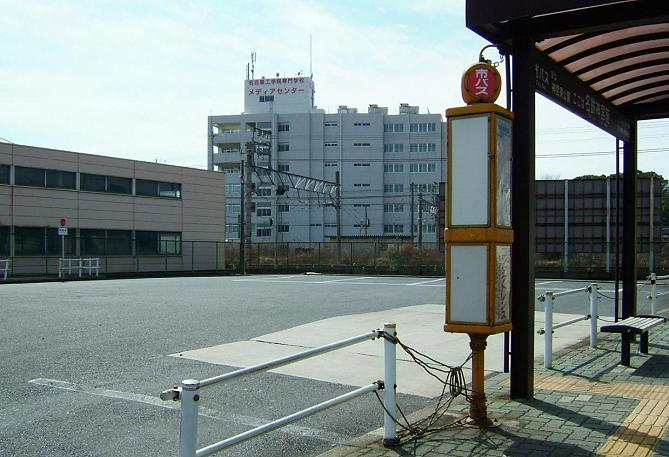
東口付近にある名鉄神宮前バス停

### 西口（神宮東門バス停）
西口の駅前広場とその付近の道路上を使用したバス乗り場である。この場所はちょうど熱田神宮の東門前にあたるため神宮東門停留所となっていて名称上「東西」が逆転する。
名古屋市営バスの中川・港・南区方面路線のターミナルとなっている。かつては名鉄バス（停留所名は神宮前）も駅前広場内から鳴子方面（後に市バスの神宮13系統に変更）や加木屋方面（後に区間短縮され知多乗合の路線に変更）などへ発着していたが現在は廃止されている。2012年に運行終了となった名古屋競馬場への無料送迎バスも発着していた。この他、駅南のたから写真館前からイオンモール熱田への無料巡回バスも発着している。過去にはこの場所から地下鉄植田や港車庫前などへ行く市バス路線も存在した。
2021年7月から従来の駅前広場に加えて、北に約500m離れたJR熱田駅前に新たに設置された回転場まで一旦回送されるようにもなっている（幹神宮2と熱田巡回は回転場とは逆向きとなるため駅前広場を通り抜ける）。
2022年4月2日の改正で神宮東門の交通広場は廃止され、一部便が隣の熱田区役所まで運行されるようになった（金山19（一部）・神宮12・神宮15は従来どおり神宮東門止まりであるが到着後は客扱いをせず熱田区役所の回転場まで一旦回送される）。
同ダイヤ改正で南巡回は神宮東門を経由しなくなり、同経路の神宮16は笠寺11に系統番号が変更になったが、2024年4月のダイヤ改正で再び神宮東門発着に変更され、笠寺11から神宮16に系統番号が戻されている。
- 幹神宮1系統：熱田区役所 - 神宮東門 - 東海通 - 多加良浦・河合小橋・中川車庫前
- 幹神宮2系統：熱田区役所 - 神宮東門 - 熱田伝馬町 - 六番町 - 中川車庫前・権野
- 栄21系統：栄 - 神宮東門 - 泉楽通四丁目
- 金山19系統：金山 - 神宮東門 - ワイルドフラワーガーデン・泉楽通四丁目
- 金山19系統：神宮東門 - ワイルドフラワーガーデン・潮見町南
- 神宮12系統：神宮東門 - 大江町 - 鳴尾車庫
- 神宮15系統：神宮東門 - 二条町 - 柴田 - 要町・鳴尾車庫
- 熱田巡回系統：金山 - 熱田区役所 - 神宮東門 - 日比野 - 金山（循環）
- 神宮16号系統・南巡回系統：神宮東門 -  笠寺駅 - 神宮東門（循環）
- 神宮16系統：神宮東門 - 笠寺駅

### 東口（名鉄神宮前バス停）
東口の直前にはタクシー乗り場があるのみで、バスは乗り入れない。北へ約200mの位置（日本車輌製造本社社屋と自転車置場との間）にある回転場内にバス乗り場がある。ここは名鉄神宮前停留所といい、「駅」や出口名称が付かない。
- 名駅18系統：名古屋駅 - 鶴舞公園 - 大須 - 名鉄神宮前
- 神宮11系統：名鉄神宮前 - 新瑞橋 - 中根 - 島田一ツ山・相生山住宅
かつては島田一ツ山・相生山住宅行きの系統には野並車庫行きもあったほか、御器所通行きのバスも運行されていた。

## 隣の駅
名古屋鉄道
NH 名古屋本線
□ミュースカイ
（太田川駅方面 -） 神宮前駅 (NH33) - 金山駅 (NH34)
□快速特急・■特急
知立駅 (NH19) - （一部の特急は鳴海駅 (NH27)） - 神宮前駅 (NH33) - 金山駅 (NH34)
□快速急行
（太田川駅方面 -） 神宮前駅 (NH33) - 金山駅 (NH34)
■急行・■準急・■普通
堀田駅 (NH32) - 神宮前駅 (NH33) - 金山駅 (NH34)
TA 常滑線
□ミュースカイ（中部国際空港駅発9時以降の上り列車と全ての下り列車）
（名鉄名古屋駅方面 -） 神宮前駅 (NH33) - 中部国際空港駅 (TA24)
□ミュースカイ（中部国際空港駅発9時以前の上り列車）・■特急
（名鉄名古屋駅方面 -） 神宮前駅 (NH33) - 太田川駅 (TA09)
□快速急行
（名鉄名古屋駅方面 -） 神宮前駅 (NH33) - （一部大江駅 (TA03)・聚楽園駅 (TA07)） - 太田川駅 (TA09)
■急行・■準急
（名鉄名古屋駅方面 -） 神宮前駅 (NH33) - 大江駅 (TA03)
■普通
（名鉄名古屋駅方面 -） 神宮前駅 (NH33) - 豊田本町駅 (TA01)